# 近藤常子
近藤 常子（こんどう つねこ、1893年3月1日 - 1963年1月26日）は、岐阜県出身の看護師、日本文化講師。ユーゴスラビアに初めて移住した日本人女性である。日本とユーゴスラビアの友好に尽力した。現地名としてマリヤ・スクシェクを名乗った。本名はTsuneko Kondo-Kavese (en) 。マダム・ヤパンカとも呼ばれた。近藤恒子とする資料もある。

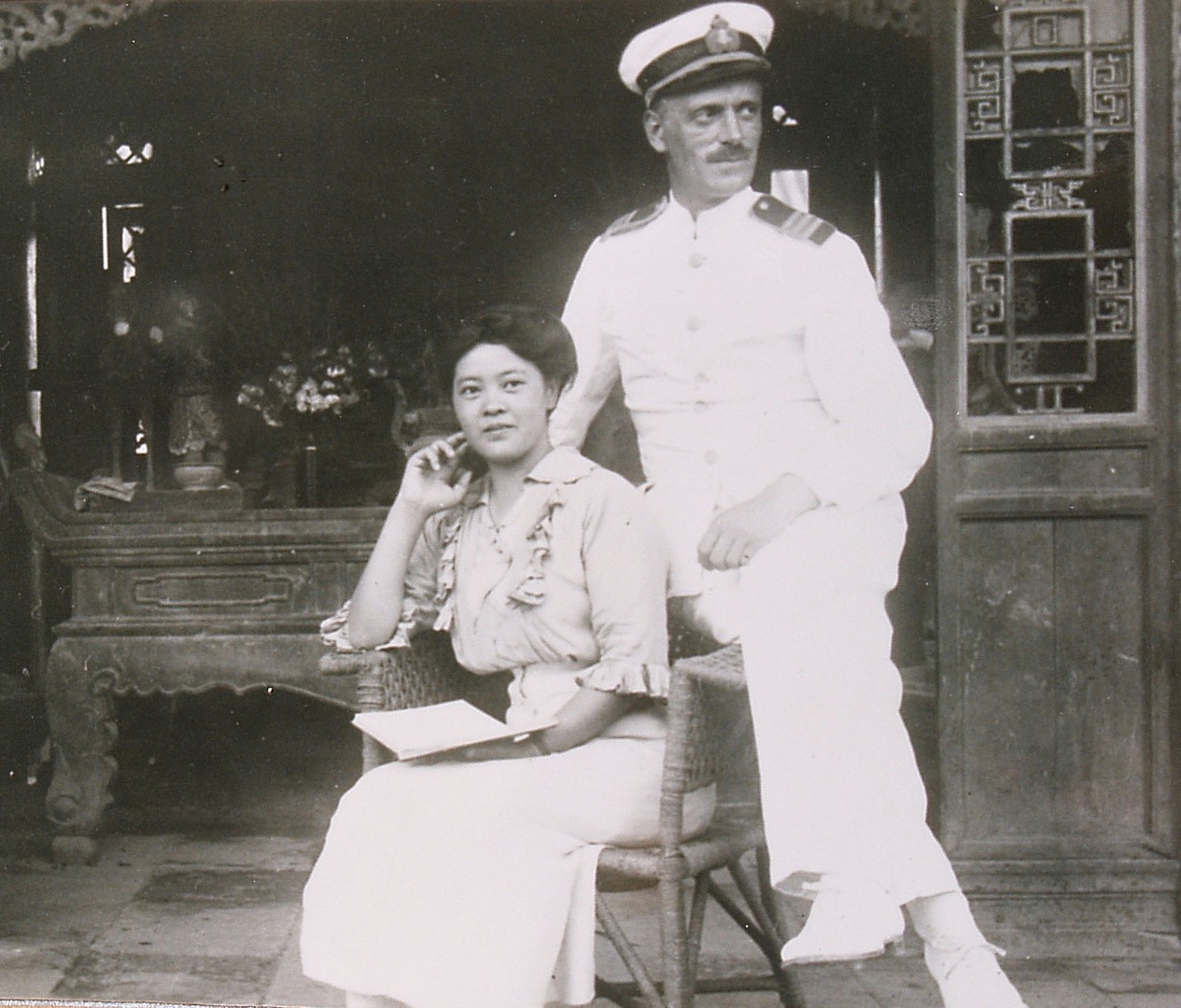
常子と夫イワン・シュクセク（1930年代）

## 人物・生涯
日露戦争後、関東州に移住した。第一次世界大戦中、中国で野戦病院に勤務中、のちに夫となる捕虜のイワン・シュクセクの治療に関わり、結婚する。

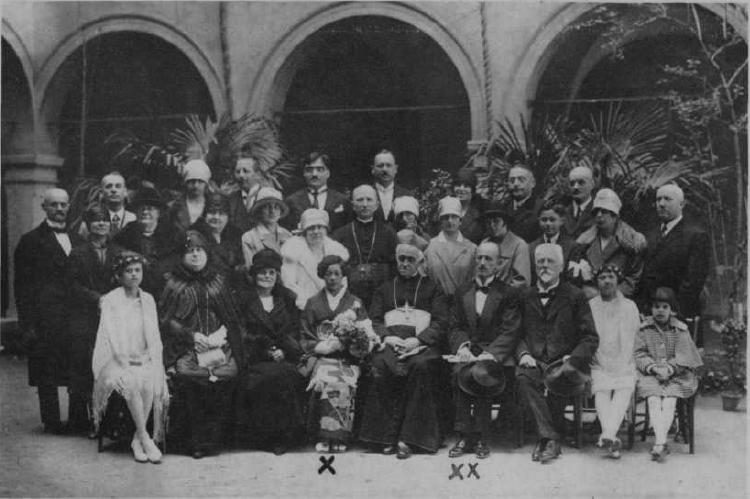
1927年にリュブリャナの教会で行われた近藤常子と夫イワン・シュクセクとの結婚式での記念写真。前列の下に記された×印が近藤常子、××印がイワン・シュクセクを示す。

1920年、リュブリャナ（当時はセルビア人・クロアチア人・スロベニア人王国）に移った。第二次世界大戦中は赤十字の看護婦となり、赤十字最高勲章を受賞している。終戦後、夫と息子を病気で相次いで亡くす。それでも、日本に帰ることなく現地にとどまり、日本文化を広める教室を設立。スパイ容疑をかけられたこともあるが、容疑が晴れた後は国家公認の教室として認められ、講演会なども行っていた。

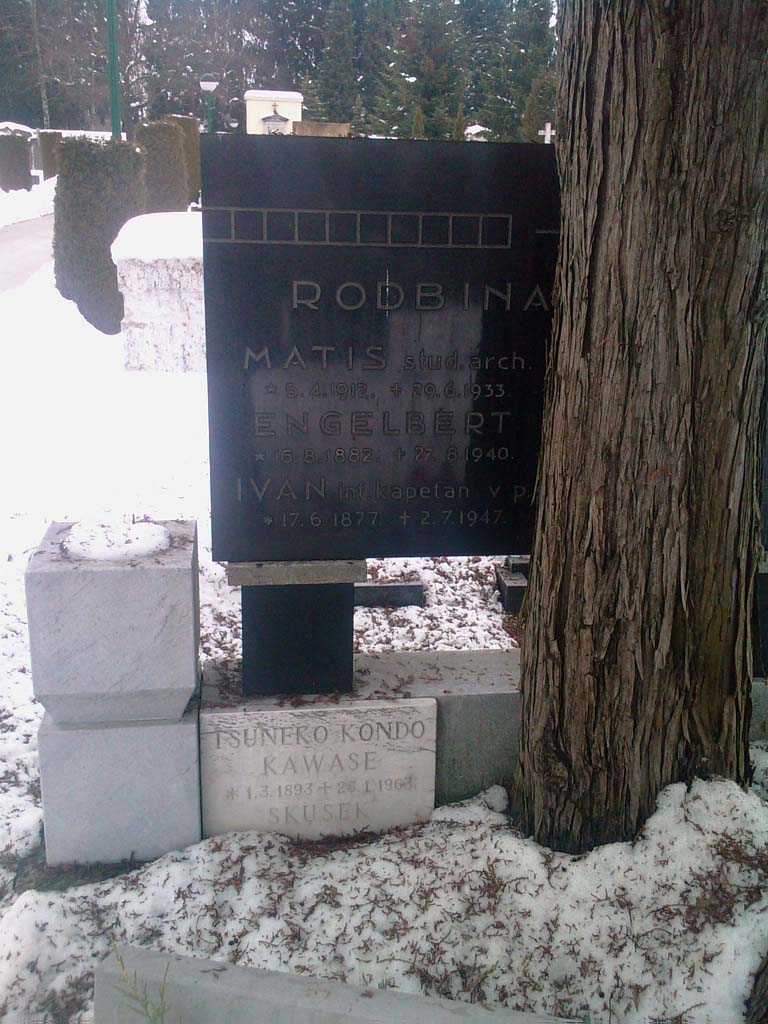
リュブリャナのジャーレ墓地にある近藤常子の墓

ユーゴスラビア国民に愛され、1963年に死去した際には国葬が執り行われた。

## 家族
- 1男1女を儲けた。長男は21歳で病死。1958年に長女を亡くしている。
- 1947年、夫を亡くした[6]。

## エピソード
- 嫁入り道具として持ち込んだ清朝や日本の家具・調度品が、スロヴェニア民俗学博物館におさめられている[7]。

## メディア
- テレビ東京『ありえへん∞世界』2014年5月6日放送[2]